# Qualificazioni al campionato mondiale di calcio 1970 - UEFA
Sono elencate di seguito le date e i risultati della zona europea (UEFA) per le qualificazioni al mondiale del 1970.

## Formula
30 membri FIFA: si contendono 9 posti per la fase finale. L'Inghilterra è qualificata direttamente come campione in carica, mentre l'iscrizione dell'Albania viene rigettata dalla UEFA. Rimangono 29 squadre per 8 posti disponibili. Le squadre si suddividono in 8 gruppi, 5 da 4 squadre e 3 da 3 squadre. Ogni squadra gioca partite di andata e ritorno; le 8 vincitrici dei gruppi si qualificano alla fase finale.

## Sorteggio
I sorteggi per la composizione dei gruppi si svolgono il 1 febbraio 1968 a Casablanca. Le gare si disputano dal 19 maggio 1968 al 7 dicembre 1969. 
Le squadre vengono suddivise in quattro fasce:
| Fascia 1                                                                                           | Fascia 2                                                                                                   | Fascia 3                                                                       | Fascia 4                                               |
| -------------------------------------------------------------------------------------------------- | --- | ------------------------------------------------------------------------------ | ------------------------------------------------------ |
| - Portogallo - Ungheria - Italia - Unione Sovietica - Francia - Spagna - Germania Ovest - Bulgaria | - Svizzera - Cecoslovacchia - Germania Est - Irlanda del Nord - Svezia - Jugoslavia - Scozia - Paesi Bassi | - Romania - Irlanda - Galles - Turchia - Norvegia - Belgio - Austria - Polonia | - Grecia - Danimarca - Finlandia - Cipro - Lussemburgo |

## Gruppo 1
| Data             | Luogo     | Squadra 1  | Risultato | Squadra 2  |
| ---------------- | --------- | ---------- | --------- | ---------- |
| 12 ottobre 1968  | Basilea   | Svizzera   | 1 - 0     | Grecia     |
| 27 ottobre 1968  | Lisbona   | Portogallo | 3 - 0     | Romania    |
| 23 novembre 1968 | Bucarest  | Romania    | 2 - 0     | Svizzera   |
| 11 dicembre 1968 | Atene     | Grecia     | 4 - 2     | Portogallo |
| 16 aprile 1969   | Atene     | Grecia     | 2 - 2     | Romania    |
| 16 aprile 1969   | Lisbona   | Portogallo | 0 - 2     | Svizzera   |
| 4 maggio 1969    | Porto     | Portogallo | 2 - 2     | Grecia     |
| 14 maggio 1969   | Losanna   | Svizzera   | 0 - 1     | Romania    |
| 12 ottobre 1969  | Bucarest  | Romania    | 1 - 0     | Portogallo |
| 15 ottobre 1969  | Salonicco | Grecia     | 4 - 1     | Svizzera   |
| 2 novembre 1969  | Berna     | Svizzera   | 1 - 1     | Portogallo |
| 16 novembre 1969 | Bucarest  | Romania    | 1 - 1     | Grecia     |

| Pos | Squadra    | Pti | G | V | N | P | GF | GS | DR |
| --- | ---------- | --- | - | - | - | - | -- | -- | -- |
| 1   | Romania    | 8   | 6 | 3 | 2 | 1 | 7  | 6  | +1 |
| 2   | Grecia     | 7   | 6 | 2 | 3 | 1 | 13 | 9  | +4 |
| 3   | Svizzera   | 5   | 6 | 2 | 1 | 3 | 5  | 8  | -3 |
| 4   | Portogallo | 4   | 6 | 1 | 2 | 3 | 8  | 10 | -2 |

 Romania qualificata.

## Gruppo 2
| Data              | Luogo      | Squadra 1      | Risultato | Squadra 2      |
| ----------------- | ---------- | -------------- | --------- | -------------- |
| 25 settembre 1968 | Copenaghen | Danimarca      | 0 - 3     | Cecoslovacchia |
| 20 ottobre 1968   | Bratislava | Cecoslovacchia | 1 - 0     | Danimarca      |
| 4 dicembre 1968   | Dublino    | Irlanda        | sospesa   | Danimarca      |
| 4 maggio 1969     | Dublino    | Irlanda        | 1 - 2     | Cecoslovacchia |
| 25 maggio 1969    | Budapest   | Ungheria       | 2 - 0     | Cecoslovacchia |
| 27 maggio 1969    | Copenaghen | Danimarca      | 2 - 0     | Irlanda        |
| 8 giugno 1969     | Dublino    | Irlanda        | 1 - 2     | Ungheria       |
| 15 giugno 1969    | Copenaghen | Danimarca      | 3 - 2     | Ungheria       |
| 14 settembre 1969 | Praga      | Cecoslovacchia | 3 - 3     | Ungheria       |
| 7 ottobre 1969    | Praga      | Cecoslovacchia | 3 - 0     | Irlanda        |
| 15 ottobre 1969   | Dublino    | Irlanda        | 1 - 1     | Danimarca      |
| 22 ottobre 1969   | Budapest   | Ungheria       | 3 - 0     | Danimarca      |
| 5 novembre 1969   | Budapest   | Ungheria       | 4 - 0     | Irlanda        |

| Pos | Squadra        | Pti | G | V | N | P | GF | GS | DR  |
| --- | -------------- | --- | - | - | - | - | -- | -- | --- |
| 1=  | Ungheria       | 9   | 6 | 4 | 1 | 1 | 16 | 7  | +9  |
| 1=  | Cecoslovacchia | 9   | 6 | 4 | 1 | 1 | 12 | 6  | +6  |
| 3   | Danimarca      | 5   | 6 | 2 | 1 | 3 | 6  | 10 | -4  |
| 4   | Irlanda        | 1   | 6 | 0 | 1 | 5 | 3  | 14 | -11 |

 Ungheria e  Cecoslovacchia disputano uno spareggio.
| Data            | Luogo     | Squadra 1 | Risultato | Squadra 2      |
| --------------- | --------- | --------- | --------- | -------------- |
| 3 dicembre 1969 | Marsiglia | Ungheria  | 1 - 4     | Cecoslovacchia |

 Cecoslovacchia qualificata.

## Gruppo 3
| Data             | Luogo       | Squadra 1    | Risultato | Squadra 2    |
| ---------------- | ----------- | ------------ | --------- | ------------ |
| 23 ottobre 1968  | Cardiff     | Galles       | 0 - 1     | Italia       |
| 29 marzo 1969    | Berlino Est | Germania Est | 2 - 2     | Italia       |
| 6 aprile 1969    | Dresda      | Germania Est | 2 - 1     | Galles       |
| 22 ottobre 1969  | Cardiff     | Galles       | 1 - 3     | Germania Est |
| 4 novembre 1969  | Roma        | Italia       | 4 - 1     | Galles       |
| 22 novembre 1969 | Napoli      | Italia       | 3 - 0     | Germania Est |

| Pos | Squadra      | Pti | G | V | N | P | GF | GS | DR |
| --- | ------------ | --- | - | - | - | - | -- | -- | -- |
| 1   | Italia       | 7   | 4 | 3 | 1 | 0 | 10 | 3  | +7 |
| 2   | Germania Est | 5   | 4 | 2 | 1 | 1 | 7  | 7  | 0  |
| 3   | Galles       | 0   | 4 | 0 | 0 | 4 | 3  | 10 | -7 |

 Italia qualificata.

## Gruppo 4
| Data              | Luogo    | Squadra 1        | Risultato | Squadra 2        |
| ----------------- | -------- | ---------------- | --------- | ---------------- |
| 13 ottobre 1968   | Belfast  | Irlanda del Nord | 4 - 1     | Turchia          |
| 11 dicembre 1968  | Istanbul | Turchia          | 0 - 3     | Irlanda del Nord |
| 10 settembre 1969 | Belfast  | Irlanda del Nord | 0 - 0     | Unione Sovietica |
| 11 ottobre 1969   | Kiev     | Unione Sovietica | 3 - 0     | Turchia          |
| 22 ottobre 1969   | Mosca    | Unione Sovietica | 2 - 0     | Irlanda del Nord |
| 4 novembre 1969   | Istanbul | Turchia          | 1 - 3     | Unione Sovietica |

| Pos | Squadra          | Pti | G | V | N | P | GF | GS | DR  |
| --- | ---------------- | --- | - | - | - | - | -- | -- | --- |
| 1   | Unione Sovietica | 7   | 4 | 3 | 1 | 0 | 8  | 1  | +7  |
| 2   | Irlanda del Nord | 5   | 4 | 2 | 1 | 1 | 7  | 3  | +4  |
| 3   | Turchia          | 0   | 4 | 0 | 0 | 4 | 2  | 13 | -11 |

 Unione Sovietica qualificata.

## Gruppo 5
| Data              | Luogo      | Squadra 1 | Risultato | Squadra 2 |
| ----------------- | ---------- | --------- | --------- | --------- |
| 9 ottobre 1968    | Stoccolma  | Svezia    | 5 - 0     | Norvegia  |
| 6 novembre 1968   | Strasburgo | Francia   | 0 - 1     | Norvegia  |
| 19 giugno 1969    | Oslo       | Norvegia  | 2 - 5     | Svezia    |
| 10 settembre 1969 | Oslo       | Norvegia  | 1 - 3     | Francia   |
| 15 ottobre 1969   | Stoccolma  | Svezia    | 2 - 0     | Francia   |
| 1º novembre 1969  | Parigi     | Francia   | 3 - 0     | Svezia    |

| Pos | Squadra  | Pti | G | V | N | P | GF | GS | DR |
| --- | -------- | --- | - | - | - | - | -- | -- | -- |
| 1   | Svezia   | 6   | 4 | 3 | 0 | 1 | 12 | 5  | +7 |
| 2   | Francia  | 4   | 4 | 2 | 0 | 2 | 6  | 4  | +2 |
| 3   | Norvegia | 2   | 4 | 1 | 0 | 3 | 4  | 13 | -9 |

 Svezia qualificata.

## Gruppo 6
| Data              | Luogo      | Squadra 1  | Risultato | Squadra 2  |
| ----------------- | ---------- | ---------- | --------- | ---------- |
| 19 giugno 1968    | Helsinki   | Finlandia  | 1 - 2     | Belgio     |
| 25 settembre 1968 | Belgrado   | Jugoslavia | 9 - 1     | Finlandia  |
| 9 ottobre 1968    | Waregem    | Belgio     | 6 - 1     | Finlandia  |
| 16 ottobre 1968   | Bruxelles  | Belgio     | 3 - 0     | Jugoslavia |
| 27 ottobre 1968   | Belgrado   | Jugoslavia | 0 - 0     | Spagna     |
| 11 dicembre 1968  | Madrid     | Spagna     | 1 - 1     | Belgio     |
| 23 febbraio 1969  | Liegi      | Belgio     | 2 - 1     | Spagna     |
| 30 aprile 1969    | Barcellona | Spagna     | 2 - 1     | Jugoslavia |
| 4 giugno 1969     | Helsinki   | Finlandia  | 1 - 5     | Jugoslavia |
| 25 giugno 1969    | Helsinki   | Finlandia  | 2 - 0     | Spagna     |
| 15 ottobre 1969   | Cadice     | Spagna     | 6 - 0     | Finlandia  |
| 19 ottobre 1969   | Skopje     | Jugoslavia | 4 - 0     | Belgio     |

| Pos | Squadra    | Pti | G | V | N | P | GF | GS | DR  |
| --- | ---------- | --- | - | - | - | - | -- | -- | --- |
| 1   | Belgio     | 9   | 6 | 4 | 1 | 1 | 14 | 8  | +6  |
| 2   | Jugoslavia | 7   | 6 | 3 | 1 | 2 | 19 | 7  | +12 |
| 3   | Spagna     | 6   | 6 | 2 | 2 | 2 | 10 | 6  | +4  |
| 4   | Finlandia  | 2   | 6 | 1 | 0 | 5 | 6  | 28 | -22 |

 Belgio qualificato.

## Gruppo 7
| Data             | Luogo      | Squadra 1      | Risultato | Squadra 2      |
| ---------------- | ---------- | -------------- | --------- | -------------- |
| 19 maggio 1968   | Vienna     | Austria        | 7 - 1     | Cipro          |
| 13 ottobre 1968  | Vienna     | Austria        | 0 - 2     | Germania Ovest |
| 6 novembre 1968  | Glasgow    | Scozia         | 2 - 1     | Austria        |
| 23 novembre 1968 | Nicosia    | Cipro          | 0 - 1     | Germania Ovest |
| 11 dicembre 1968 | Nicosia    | Cipro          | 0 - 5     | Scozia         |
| 16 aprile 1969   | Glasgow    | Scozia         | 1 - 1     | Germania Ovest |
| 19 aprile 1969   | Nicosia    | Cipro          | 1 - 2     | Austria        |
| 10 maggio 1969   | Norimberga | Germania Ovest | 1 - 0     | Austria        |
| 17 maggio 1969   | Glasgow    | Scozia         | 8 - 0     | Cipro          |
| 21 maggio 1969   | Essen      | Germania Ovest | 12 - 0    | Cipro          |
| 22 ottobre 1969  | Amburgo    | Germania Ovest | 3 - 2     | Scozia         |
| 5 novembre 1969  | Vienna     | Austria        | 2 - 0     | Scozia         |

| Pos | Squadra        | Pti | G | V | N | P | GF | GS | DR  |
| --- | -------------- | --- | - | - | - | - | -- | -- | --- |
| 1   | Germania Ovest | 11  | 6 | 5 | 1 | 0 | 20 | 3  | +17 |
| 2   | Scozia         | 7   | 6 | 3 | 1 | 2 | 18 | 7  | +11 |
| 3   | Austria        | 6   | 6 | 3 | 0 | 3 | 12 | 7  | +5  |
| 4   | Cipro          | 0   | 6 | 0 | 0 | 6 | 2  | 35 | -33 |

 Germania Ovest qualificata.

## Gruppo 8
| Data             | Luogo       | Squadra 1   | Risultato | Squadra 2   |
| ---------------- | ----------- | ----------- | --------- | ----------- |
| 4 settembre 1968 | Rotterdam   | Paesi Bassi | 2 - 0     | Lussemburgo |
| 27 ottobre 1968  | Sofia       | Bulgaria    | 2 - 0     | Paesi Bassi |
| 26 marzo 1969    | Rotterdam   | Paesi Bassi | 4 - 0     | Lussemburgo |
| 20 aprile 1969   | Cracovia    | Polonia     | 8 - 1     | Lussemburgo |
| 23 aprile 1969   | Sofia       | Bulgaria    | 2 - 1     | Lussemburgo |
| 7 maggio 1969    | Rotterdam   | Paesi Bassi | 1 - 0     | Polonia     |
| 15 giugno 1969   | Sofia       | Bulgaria    | 4 - 1     | Polonia     |
| 7 settembre 1969 | Chorzów     | Polonia     | 2 - 1     | Paesi Bassi |
| 10 ottobre 1969  | Lussemburgo | Lussemburgo | 1 - 5     | Polonia     |
| 22 ottobre 1969  | Rotterdam   | Paesi Bassi | 1 - 1     | Bulgaria    |
| 9 novembre 1969  | Varsavia    | Polonia     | 3 - 0     | Bulgaria    |
| 7 dicembre 1969  | Lussemburgo | Lussemburgo | 1 - 3     | Bulgaria    |

| Pos | Squadra     | Pti | G | V | N | P | GF | GS | DR  |
| --- | ----------- | --- | - | - | - | - | -- | -- | --- |
| 1   | Bulgaria    | 9   | 6 | 4 | 1 | 1 | 12 | 7  | +5  |
| 2   | Polonia     | 8   | 6 | 4 | 0 | 2 | 19 | 8  | +11 |
| 3   | Paesi Bassi | 7   | 6 | 3 | 1 | 2 | 9  | 5  | +4  |
| 4   | Lussemburgo | 0   | 6 | 0 | 0 | 6 | 4  | 24 | -20 |

 Bulgaria qualificata.